# Джонс, Рэнди (певец)
Рэнди Джонс (англ. Randy Jones, род. 13 сентября 1952) — американский певец, наиболее известный как ковбой из Village People.

## Биография
Рэнди обучался в средней школе в Роли, Северная Каролина, где стал организатором клуба драматического искусства и которую окончил в 1970 году. С 1977 по 1980 годы он был одним из участников музыкального коллектива Village People, заменив на этом месте Дэйва Форреста. В настоящее время проживает в Нью-Йорке.
7 мая 2004 Джонс в нью-йоркском ночном клубе провёл брачную церемонию вместе с его партнёром Уиллом Грега (с которым до этого в течение 20 лет состоял в отношениях), хотя в штате Нью-Йорк гей-браки тогда ещё не были узаконены и Джонс прокомментировал это тем, что «Это только вопрос времени, прежде чем суд вынесет решение в пользу того, что является нравственно правильным и по-человечески достойным» (гей-браки в штате были легализованы 25 июня 2011).

## Фильмография
- 1980 Не останавливайте музыку — Ковбой Рэнди

- Menconi, David (August 7, 2005). «The cowboy way». Raleigh News and Observer, p. G1.